# Maple Batalia
Maple Batalia (* 4. März 1992 in Mumbai, Maharashtra; † 28. September 2011 in Surrey, British Columbia) war eine indisch-kanadische Schauspielerin.

## Leben
Batalia besuchte die Enver Creek Secondary School und ging anschließend auf die Simon Fraser University um Medizin zu studieren. Im Jahr 2011 spielte sie in der Literaturverfilmung Gregs Tagebuch 2 – Gibt’s Probleme? die Rolle der Melissa und war für eine Folge als Schülerin in The Secret Circle zu sehen.
Am 28. September 2011 wurde Maple Batalia auf dem Campus der Simon Fraser University, als sie auf dem Weg zu ihrem Auto war, von ihrem Ex-Freund Gurjinder Gary Dhaliwal erschossen. Der Mord wurde in der True-Crime-Doku Das Böse im Blick – Augenzeuge Kamera (See no Evil) in der Folge Tod an der Uni (Seeking Out Maple) aufgegriffen.

## Filmografie
- 2011: Gregs Tagebuch 2 – Gibt’s Probleme? (Diary of a Wimpy Kid: Rodrick Rules)
- 2011: The Secret Circle (Fernsehserie, Folge 1x03 Loner)